# چیراکالکولام
چیراکالکولام (به انگلیسی: Chirakkalkulam) یک منطقهٔ مسکونی در هند است که در بخش کنور واقع شده‌است.